# Fontaine-la-Guyon
Fontaine-la-Guyon è un comune francese di 1 604 abitanti situato nel dipartimento dell'Eure-et-Loir nella regione del Centro-Valle della Loira.

## Società

### Evoluzione demografica
Abitanti censiti